# Detektyw (film 1972)
Detektyw (ang. Sleuth) – brytyjski film z 1972 roku w reżyserii Josepha L. Mankiewicza. Ekranizacja sztuki teatralnej Anthony’ego Shaffera o tym samym tytule.

## Obsada
- Laurence Olivier – Andrew Wyke
- Michael Caine – Milo Tindle
- Eva Channing – Marquerite Wyke
- Alec Cawthorne – Inspektor Doppler
- John Matthews – Sierżant Tarrant
- Teddy Martin – Higgs

## Opis
Film jest ekranizacją sztuki Anthony’ego Shaffera, która osiągnęła znaczny sukces sceniczny.
Andrew Wyke, podstarzały pisarz powieści kryminalnych, zaprasza do swojej posiadłości Milo Tindle'a, fryzjera, o którym wie, że jest kochankiem jego żony. Razem inscenizują w posiadłości Wyke'a napad z kradzieżą, której miał dokonać Milo. Miał on ukraść diamenty i uciec z żoną Andrew, by móc żyć dostatnio, co by pomogło samemu gospodarzowi, dostałby on bowiem sowite odszkodowanie i uwolnił się od zdradzającej go żony. Gdy kończą, Wyke wyznaje Milo, że zorganizował to, by móc go swobodnie zastrzelić i ukarać za romans z jego żoną.
Po dwóch dniach do posesji pana Wyke'a przybywa policjant. Oświadcza on gospodarzowi, że prowadzi śledztwo w sprawie zaginięcia Mylo Tindle'a. Po odkryciu szeregu dowodów na winę Andrew (dziury po kulach, ślady krwi, kopczyk w ogrodzie, ubranie Milo w szafie Wyke'a) oskarża go o morderstwo. Następnie zrzuca makijaż i detektyw okazuje się być... Milo. Sfabrykował dowody przeciw Andrew, który nie zabił go, ale strzelił do niego ślepym nabojem, chcąc go jedynie upokorzyć. Wyjawia mu też, że postanowił samemu zagrać w „grę w upokarzanie”. Oznajmia Andrew, że zabił jego żonę i w jego domu są cztery dowody jego winy, a za 15 minut ma przybyć policja, która go aresztuje. Wyke w panice walczy o życie i w końcu odnajduje dowody zbrodni. Wówczas wychodzi na jaw, że tym razem Milo upokorzył Andrew, oraz że jego żona żyje i ma zamiar z nią opuścić miasto. Na tę wieść Andrew zabija Milo, a do posiadłości przybywa policja.

## Nagrody i nominacje
- Nominacja do Oscara dla Laurence'a Olivera i Michaela Caine'a jako najlepszych aktorów pierwszoplanowych, Josepha Mankiewicza jako najlepszego reżysera, Johna Addisona za najlepszą muzykę oryginalną do dramatu (1973).
- Nominacja do Złotego Globu za najlepszy dramat, dla Laurence'a Olivera i Michaela Caine'a jako najlepszych aktorów w dramacie (1973).
- Nominacja do nagrody BAFTA dla Kena Adamsa za najlepszą scenografię, Oswalda Morrsia za najlepsze zdjęcia, Laurence'a Olivera jako najlepszego aktora pierwszoplanowego, Anthony’ego Shaffera za najlepszy scenariusz (1974).
- Nagroda NYFCC dla Laurence'a Olivera jako najlepszego aktora pierwszoplanowego (1972).